# Scott Sharp

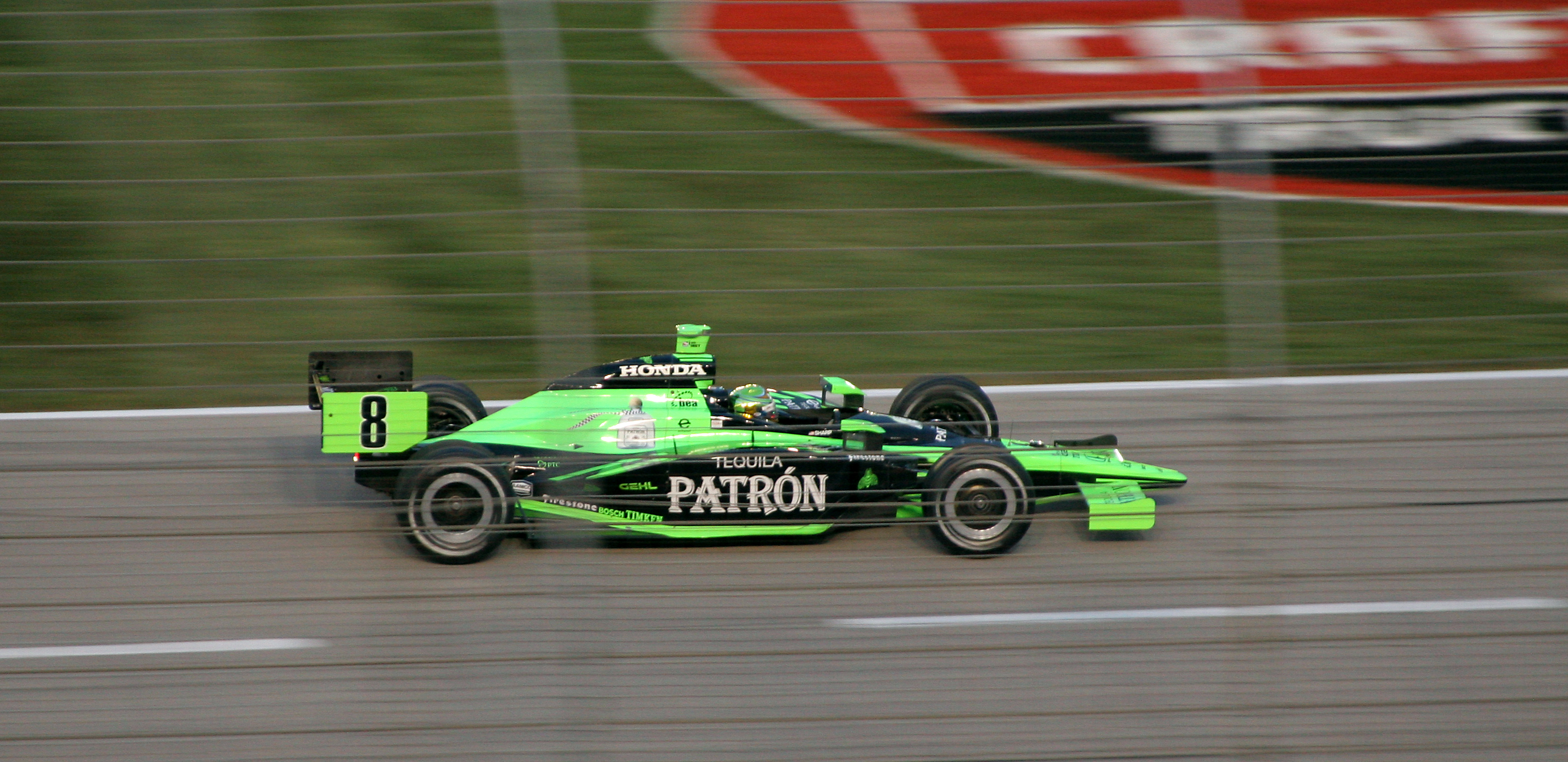
Carro de Scott Sharp na IndyCar Series em 2007.

Scott Sharp (Norwalk, 14 de fevereiro de 1968) é um piloto norte-americano de automobilismo que correu na Indy Racing League, e atualmente disputa corridas da American Le Mans Series.